# Пушкарёв, Константин Владимирович
Константи́н Влади́мирович Пушкарёв (род. 12 февраля 1985, Усть-Каменогорск, СССР) — казахстанский хоккеист, крайний нападающий; тренер. Автор самой быстрой шайбы в истории Кубка Гагарина — 11-я секунда в матче с «Трактором» (2017 г.)
Воспитанник усть-каменогорского хоккея, тренер — Владимир Беляев. Чемпион России в составе «Авангарда» (2004 г.).
Лучший снайпер юношеского чемпионата мира 2003 года (разделил это звание с Александром Овечкиным) — 9 шайб.
В том же году выбран на драфте НХЛ «Лос-Анджелес Кингз» во 2-м раунде, под общим 44 номером.
В 2005—2007 годах выступал за «Лос-Анджелес Кингз», провел 17 матчей, забросил 2 шайбы, сделал 3 результативные передачи.
В первом сезоне КХЛ, играя за магнитогорский «Металлург», стал бронзовым призёром чемпионата.
Участвовал в 7 чемпионатах мира в составе сборной Казахстана.
В мае 2022 года — стал экспертом Parimatch.